# Приховані малюнки (книга Джейсона Реклука)
«Приховані малюнки» — містичний трилер жахів американського письменника Джейсона Рекулака. Книга переможець у номінації "Улюблений жах читачів" за версією Goodreads Choice Award (2022).

## Сюжет
Меллорі Квінн виходить з реабілітаційного центру та влаштовується нянею в родину Максвеллів. Вона задоволена своєю роботою, нарешті відновлює фізичну форму й досягає стабільності в житті. Дівчина має доглядати за п’ятирічним сором’язливим хлопчиком Тедді. Він завжди носить із собою олівці та альбом для малювання, де зображує дерева, кроликів, повітряні кульки. Але одного разу в альбомі хлопчика з’являється моторошний сюжет. Темний ліс і чоловік, який тягне тіло мертвої жінки. Малюнки Тедді стають дедалі зловіснішими. Де п’ятирічна дитина могла бачити такі криваві картини? Меллорі здогадується, що хлопчик став свідком чогось жахливого. Усе це скидається на якесь божевілля. Те, що дівчина побачить на наступному малюнку Тедді, змусить її захлинутися мовчазним криком…

## Відгуки
Ренсом Ріґґз:
Стівен Кінґ: